# Antonito de Araújo

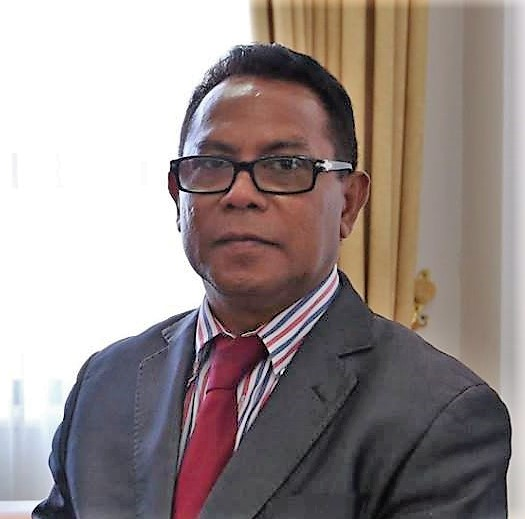
Antonito de Araújo (2019)

Antonito de Araújo (* 1964 (?)) ist ein osttimoresischer Diplomat. Von 2013 an war Araújo Ständiger Vertreter Osttimors bei der Gemeinschaft der Portugiesischsprachigen Länder (CPLP).

## Werdegang
Araújo hat einen Abschluss in Internationale Beziehungen.
Während der indonesischen Besatzung arbeitete er in einer Bank. Für das Unabhängigkeitsreferendum in Osttimor 1999 arbeitete er im Auftrag der Vereinten Nationen. Später arbeitete Araújo für die Übergangsverwaltung der Vereinten Nationen für Osttimor (UNTAET) und schließlich für das Außenministerium des seit 2002 wieder unabhängigen Osttimors. Er war einer der 50 ersten Beamten des Ministeriums und diente als Direktor der Finanzverwaltung, bis er zum Direktor für konsularische Angelegenheiten ernannt wurde.
Von 2007 bis 2010 war Araújo Berater in der osttimoresischen Botschaft in Lissabon. Zurück in Osttimor arbeitete er als Generaldirektor für konsularischen Angelegenheiten. 2013 wurde Araújo zum Ständigen Vertreter Osttimors bei der CPLP, in Nachfolge von José Barreto Martins. Die Ernennung erfolgte am 6. August.
2018 arbeitete Araújo als Generalsekretär des Außenministeriums in Dili.